# Oxytheca perfoliata
Oxytheca perfoliata är en slideväxtart som beskrevs av Torrey & A. Gray. Oxytheca perfoliata ingår i släktet Oxytheca och familjen slideväxter. Inga underarter finns listade i Catalogue of Life.